# Glypta rufonotata
Glypta rufonotata là một loài tò vò trong họ Ichneumonidae.